# Oquawka
Oquawka è un villaggio degli Stati Uniti d'America, situato nello Stato dell'Illinois, nella contea di Henderson, della quale è il capoluogo.